# We'll get the next dream!!!
《We'll get the next dream!!!》是由Aqours的迷你小隊「AZALEA」於2021年6月23日所發售的首張專輯 。

## 概要
AZALEA的首張專輯，內含3首新曲+9首單曲，以及2首單曲的REMIX版。

## 收錄歌曲
- CD部分
  - 全作詞：畑亞貴

  1. We'll get the next dream!!!
    - 作曲、編曲：山田龍平（日语：山田竜平）

  2. PHOENIX DANCE
    - 作曲：山田龍平（日语：山田竜平）、YU-G（日语：YU-G），編曲：山田龍平（日语：山田竜平）

  3. TORIKORIKO PLEASE!! REMIX
    - Remixed by TECHNOBOYS PULCRAFT GREEN-FUND

  4.  （讓我俘虜你的心PLEASE!!）
    - 作曲、編曲：宮崎誠（日语：宮崎誠）

  5.  （悸動分類學）
    - 作曲、編曲：金崎真士（日语：金崎真士）

  6. LONELY TUNING
    - 作曲、編曲：Kon-K（日语：Kon-K）

  7. GALAXY HidE and SeeK
    - 作曲、編曲：竹市佳伸（日语：竹市佳伸）

  8. INNOCENT BIRD
    - 作曲：江並哲志（日语：江並哲志），編曲：倉內達矢（日语：倉内達矢）

  9.  （Metamorphism）
    - 作曲、編曲：TO-me（日语：TO-me）

  10. Amazing Travel DNA REMIX
    - Remixed by TECHNOBOYS PULCRAFT GREEN-FUND

  11. Amazing Travel DNA
    - 作曲、編曲：山田龍平（日语：山田竜平）

  12.  （空中戀愛論）
    - 作曲、編曲：Kohei by SIMONSAYZ（日语：Kohei by SIMONSAYZ）

  13.  （迷宮世界）
    - 作曲、編曲：黒川陽介（日语：黒川陽介）

  14.  （畢業了呢）
    - 作曲：早川博隆（日语：早川博隆），編曲：TECHNOBOYS PULCRAFT GREEN-FUND